# Macrispa
Macrispa là một chi bọ cánh cứng trong họ Chrysomelidae.
Chi này được miêu tả khoa học năm 1858 bởi Baly.

## Các loài
Chi này gồm các loài:
- Macrispa saundersii Baly, 1858